# Limacridium viridis
Limacridium viridis is een rechtvleugelig insect uit de familie Romaleidae. De wetenschappelijke naam van deze soort is voor het eerst geldig gepubliceerd in 1988 door Carbonell & Campos-Seabra.